# Mawab
Mawab is een gemeente in de Filipijnse provincie Davao de Oro op het eiland Mindanao. Bij de laatste census in 2007 had de gemeente bijna 35 duizend inwoners.

## Geografie

### Bestuurlijke indeling
Mawab is onderverdeeld in de volgende 11 barangays:
| - Andili - Bawani - Concepcion - Malinawon - Nueva Visayas - Nuevo Iloco | - Poblacion - Salvacion - Saosao - Sawangan - Tuboran |

## Demografie
Mawab had bij de census van 2007 een inwoneraantal van 34.656 mensen. Dit zijn 2.653 mensen (8,3%) meer dan bij de vorige census van 2000. De gemiddelde jaarlijkse groei komt daarmee uit op 1,10%, hetgeen lager is dan het landelijk jaarlijks gemiddelde over deze periode (2,04%). Vergeleken met de census van 1995 is het aantal mensen met 4.778 (16,0%) toegenomen.

De bevolkingsdichtheid van Mawab was ten tijde van de laatste census, met 34.656 inwoners op 136,1 km², 254,6 mensen per km².